# Wolfgang Wiester
Wolfgang Wiester (* 2. Februar 1936; † 15. Dezember 2016) war von 1995 bis 2001 Vorsitzender Richter am deutschen Bundessozialgericht.

## Leben
Nach Beendigung seiner juristischen Ausbildung trat Wiester im Jahre 1966 in den höheren Justizdienst des Landes Hessen ein und wurde noch im gleichen Jahr an das Bundessozialgericht abgeordnet. Während der Zeit seiner Abordnung wurde er zum Oberregierungsrat befördert.
Ab 1970 war Wiester dann als Richter am Sozialgericht Kassel tätig, ab 1976 am Hessischen Landessozialgericht.
1984 wurde Wiester zum Richter am Bundessozialgericht ernannt. Von 1995 bis zu seinem Eintritt in den Ruhestand im Jahre 2001 bekleidete er das Amt eines Vorsitzenden Richters und stand dem 8. und dem 10. Senat des Bundessozialgerichtes vor.
Nach seinem Ausscheiden aus dem Richteramt wirkte Wiester weiter auf dem Gebiet der gesetzlichen Unfallversicherung als Kommentator sowie bei der Formulierung der „Grundsätze des Spitzenverbandes der Deutschen Gesetzlichen Unfallversicherung für Begutachtungen bei Berufskrankheiten“.